# 高島宮
高島宮、高嶋宮（たかしまのみや、たかしまぐう）は、神武天皇が日向から大和国への東征途上で、吉備国に営んだとされる行宮（かりみや）である。吉備高島宮、吉備高嶋宮（きびのたかしまのみや、きびたかしまぐう）とも呼ばれる。

## 概要

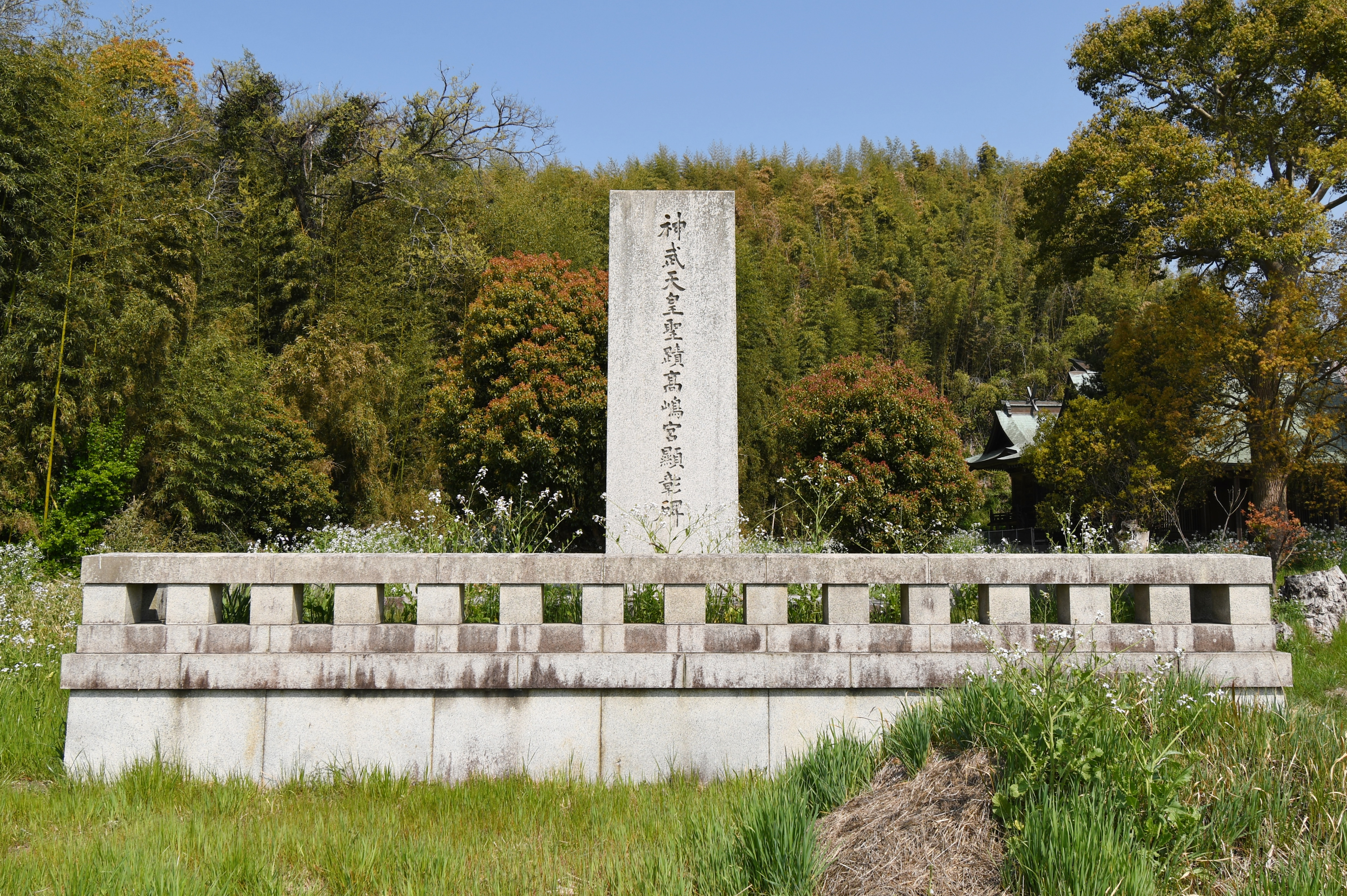
神武天皇聖蹟高嶋宮顕彰碑
（岡山県岡山市の高島）

『日本書紀』によると、太歳甲寅の年の10月5日に軍舟を率いて日向を出立し、大和へ向かう東征を開始した彦火火出見尊（ひこほほでみのみこと。後の神武天皇）は、豊後水道を通り筑紫国、安芸国とを経て、翌年（乙卯年）3月6日、吉備国の高島の地に行宮を造って3年間滞在し、その間に船舶や武器の準備、兵糧の備蓄を行った上で、戊午年2月11日に再び大和へ向かい出航したというが、この時の行宮が高島宮である。ちなみに神武天皇の即位は高島宮進発の3年後、辛酉年であるとされている。『古事記』も大同小異の伝承を記すが、高島宮での滞在を8年間としている。
昭和13年（1938年）から15年にかけて、文部省が当時の学界の総力をあげて学術的な「神武天皇聖蹟調査」を試みた結果、当時の岡山県児島郡甲浦村大字宮浦字高島（現岡山市南区宮浦）を「聖蹟伝説地」に認定した。宮浦には高島神社が鎮座し、高島宮の故跡に後世神社を創祀したとの伝承をもつため、この文部省の調査によってほぼ公認された状態であるが、同様の伝承を有し、または故跡に比定される神社（論社）は岡山県内や周辺一帯に複数存在している。
ちなみに「高島」の「島」は、必ずしも島を意味するとは限らない名称である。

## 伝承地（論社）
備前国
- 高島神社
岡山県岡山市南区宮浦鎮座。上述の文部省による「聖蹟伝説地」に関わる神社で、現在最も有力とされている論社である。
- 高島神社
岡山県岡山市中区賞田鎮座。上記と並んで有力視されている。なお、現在の鎮座地はかつて島であった形跡はない。
- 産土荒神社
岡山県倉敷市児島塩生字高島鎮座。かつては高島神社と称した。

備中国
- 高島神社
岡山県笠岡市高島鎮座。笠岡諸島の高島に鎮座する。
- 神島神社
岡山県笠岡市神島（こうのしま）鎮座。高島を「コウシマ」と訓み、そこから転じたものとして比定されている。

備後国
- 八幡神社
広島県福山市田尻町字高島鎮座。
- 皇森神社
広島県福山市内海町田島鎮座。
- 王太子神社
広島県尾道市浦崎町字高山鎮座。祭神が神武天皇であることから比定される。